# Länsväg 151
De Zweedse weg 151 (Zweeds: Länsväg 151) is een provinciale weg in de provincie Jönköpings län in Zweden en is circa 44 kilometer lang. De weg ligt in het zuiden van Zweden.

## Plaatsen langs de weg
- Värnamo
- Hillerstorp
- Gnosjö
- Nissafors
- Hestra

## Knooppunten
- Riksväg 27/Länsväg 153 bij Värnamo (begin)
- Länsväg 152 bij Hillerstorp
- Riksväg 26 bij Hestra (einde)